# Bataillon Elektronische Kampfführung
Ein Bataillon Elektronische Kampfführung ist ein Verband der Bundeswehr mit dem Auftrag der Elektronischen Kampfführung. Die vier aktiven Bataillone gehören dem Organisationsbereich Cyber- und Informationsraum an und sind seit dem 1. April 2023 dem Kommando Aufklärung und Wirkung unmittelbar nachgeordnet.

## Bataillon Elektronische Kampfführung 911
Das Bataillon Elektronische Kampfführung 911 (EloKaBtl 911) ist ein mobiler Verband der Fernmeldeaufklärung und eines von vier EloKa-Bataillonen der Bundeswehr, die im Organisationsbereich Cyber- und Informationsraum dem Kommando Aufklärung und Wirkung unmittelbar nachgeordnet sind. Es ist in der Südtondern-Kaserne in Stadum (Schleswig-Holstein) stationiert und die nördlichste Dienststelle der Bundeswehr in Deutschland. Das Bataillon bestand bis Ende März 2023 aus den Komponenten der mobilen landgestützten Aufklärung und der ortsfesten Fernmelde- und Elektronischen Aufklärung. Die ortsfeste Anteile wurden an die zum 1. April 2023 neu aufgestellte Fernmeldeaufklärungszentrale Nord abgegeben.

### Aufgaben
Die Bataillon nimmt, neben dem Bataillon Elektronische Kampfführung 931, Aufgaben in der Fernmelde- und Elektronischen Aufklärung sowie in der Unterstützung von Einsatzverbänden mit Mitteln der Elektronischen Kampfführung wahr. Das Bataillon stellt Kontingente der EloKa für die Auslandseinsätze der Bundeswehr. Bis Ende März 2023 klärte es elektromagnetische Ausstrahlungen von seiner Aufklärungs- und Peilzentrale rund um die Uhr auf. Die so gewonnenen Aufklärungsergebnisse leisten einen Beitrag als Entscheidungshilfe der militärischen Führung und helfen bei der Bewertung der Bedrohung von Einsatzkräften der Bundeswehr. Ebenso dienen sie der politischen Führung zur weiteren Lageeinschätzung in den Aufklärungs- und Interessengebieten. Soldaten und Beamte leisten an 365 Tagen rund um die Uhr Schichtdienst.

### Funksende/-empfangsstelle Bramstedtlund („Kastagnette“)

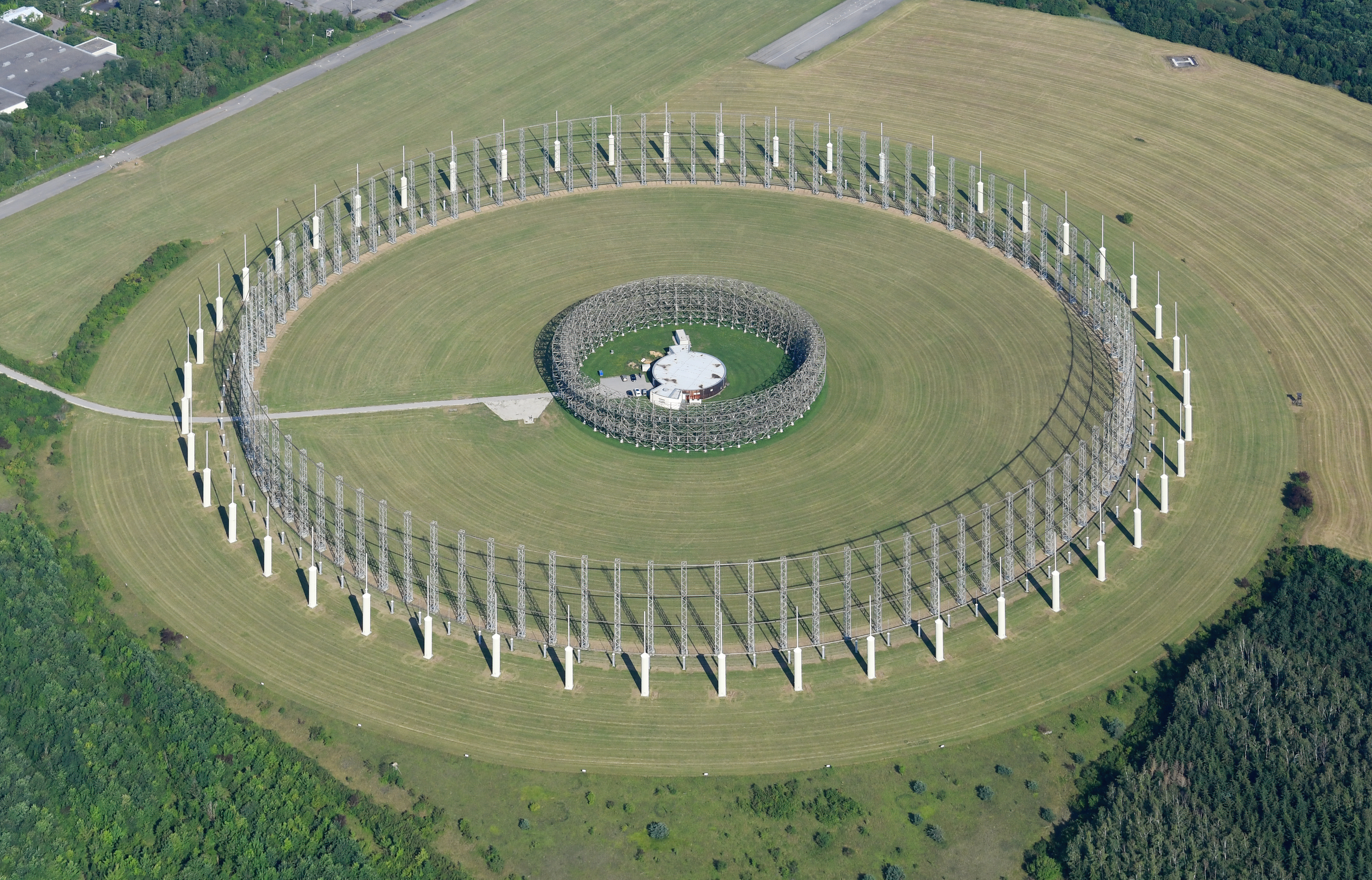
Eine der „Kastagnette“ ähnliche Anlage in Gablingen.

Das Bataillon betrieb bis Ende März 2023 die Funksende/-empfangsstelle Bramstedtlund (FuS/ESt Bramstedtlund). Das Aufklärungsgebiet reicht vom Nordkap bis zum Schwarzen Meer. Der äußere Durchmesser der kreisrunden Wullenwever-Antenne beträgt ca. 400–450 Meter und die Kosten sollen ca. 200 Mio. DM betragen haben. Der Bau der Anlage war im Jahr 1980 entschieden worden. Dazu wurden ca. 100 ha Land angekauft. Auftragnehmer war die heutige EADS, damals DASA. Am 15. März 1995 wird der Erfassungsbetrieb in der „Kastagnette“ Bramstedtlund aufgenommen und am 31. Juli 1995 die Hochfrequenz-Erfassung im „Twedter Feld“ eingestellt. Die Peilfähigkeit der HF-Anlage in Bramstedtlund war am 15. Dezember 1995 hergestellt. Vier Tage später nahm die „Peilzentrale“ in Bramstedtlund ihren Betrieb auf. Die „Kastagnette“ wurde am 28. März 1996 an den Marinefernmeldesektor 71 übergeben. Die offizielle Übergabe erfolgte jedoch am 28. November 1996. Seit April 2023 ist Kastagnette Teil der Fernmeldeaufklärungszentrale Nord.

### Geschichte
Die Wurzeln des Verbandes reichen zurück bis in die Gründungszeit der Bundeswehr im Jahr 1956. Zunächst war der Auftrag, im Kalten Krieg die Marinestreitkräfte des Ostblocks aufzuklären. Am 1. September 1960 wurde die Marinefernmeldegruppe 71 (MFmGrp 71) aufgestellt. Sie war bis zum 14. Januar 1961 in Pelzerhaken stationiert, danach in Flensburg (Kasernenanlage Twedter Feld). Dort wurde eine Anlage zur elektronischen Aufklärung aufgebaut. Am 29. April 1970 erfolgte die Umbenennung in Marinefernmeldekompanie 71 (MarFmKp 71) und am 1. Oktober 1978 eine erneute Umbenennung in Marinefernmeldesektor 71 (MFmSkt 71). Ab dem 1. Dezember 1994 wurde der Sektor nach Bramstedtlund verlegt und übernahm die Hochfrequenz-Großpeil- und -Erfassungsanlage „Kastagnette“. Die Verlegung war ein Jahr später abgeschlossen.
Aus dem Marinefernmeldesektor 71 ging am 31. März 2002 der Fernmeldeaufklärungsabschnitt 911 (FmAufklAbschn 911) hervor. Damit erfolgte ein Wechsel von der Teilstreitkraft Marine zum militärischen Organisationsbereich Streitkräftebasis. Von 2006 bis Oktober 2010 war Fregattenkapitän Wilfried Kutsche Kommandeur. Am 24. September 2012 übergab Fregattenkapitän Frank Richter nach 23 Monaten das Kommando über den Fernmeldeaufklärungsabschnitt 911 an Fregattenkapitän Karsten Sinner, einen damals 42-Jährigen gebürtigen Lübecker. Am 1. April 2013 entstand aus Umbenennung und Umgliederung das heutige Bataillon. Seit 2013 verfügt das Bataillon über landgestützte, mobile EloKa-Kräfte. Davor war er rein ortsfest.
Mitte 2015 erfolgte die Kommandoübergabe von Sinner an Fregattenkapitän Kassian Meesenburg. Am 15. Juli 2017 wurde die Liegenschaft, in der das Bataillon stationiert ist, von General-Thomsen-Kaserne in Südtondern-Kaserne umbenannt. Ebenfalls 2017 erfolgte der Wechsel zum Organisationsbereich Cyber- und Informationsraum. Mitte September 2017 übergab Meesenburg das Kommando an Fregattenkapitän Günther Brassel. Seit Oktober 2019 führt Fregattenkapitän René Brieskorn das Bataillon. Zum 1. April 2023 wurden die ortsfesten Teile des Bataillons an die neu aufgestellte Fernmeldeaufklärungszentrale Nord abgegeben. Zeitgleich erfolgte der Unterstellungswechsel vom Kommando Strategische Aufklärung, welches aufgelöst wurde, zum neu aufgestellten Kommando Aufklärung und Wirkung in Daun.

### Wappen und Nummerierung
Das Bataillon führt das Wappen seiner Vorgänger fort. Die Grundform ist die klassische Schildform mit nach unten zulaufender Spitze in den Farben Blau, Rot, und Gold, den Farben Frieslands. Der goldene Anker auf blauem Grund versinnbildlicht die Wurzeln als Aufklärungskräfte der Bundesmarine. Der rote, nach unten links zeigende Fernmeldeblitz symbolisiert den Aufklärungsauftrag.
Die taktische Nummer 911, die sich auch in der linken, oberen Ecke des Wappenfeldes befindet, geht auf das ehemalige Unterstellungsverhältnis zum inzwischen aufgelösten Fernmeldebereichs 91 (vormals Marinefernmeldestab 70) in Flensburg zurück, das bis März 2013 bestanden hat.

## Bataillon Elektronische Kampfführung 912
Das Bataillon Elektronische Kampfführung 912 (EloKaBtl 912) ist, zusammen mit dem Kommando Zivil-Militärische Zusammenarbeit (KdoZMZBw), in der Clausewitz-Kaserne in Nienburg/Weser (Niedersachsen) stationiert.

### Aufgaben und Gliederung
Das Bataillon nimmt Aufgaben der militärischen Aufklärung mit Mitteln der Elektronischen Kampfführung (EloKa) sowie Maßnahmen mit seegestützten und luftgestützten Aufklärungsmitteln sowie der Radar- und Richtfunkaufklärung wahr. Der Verband verfügt mit seiner Ausrüstung über die Fähigkeit, Informationen über gegnerische Kräfte in den Einsatzgebieten der Bundeswehr von Land, aus der Luft und zur See zu gewinnen.
Das Bataillon besteht aus fünf Kompanien und einem Stab:
- Die 1. Kompanie als Auswerte-, Versorgungs- und Ausbildungseinheit hat die Aufgabe, die von den übrigen Kompanien gewonnenen Informationen auszuwerten und weiter zu verarbeiten. Sie führt die Instandsetzung von Fahrzeugen und Geräten für das Bataillon durch.
- Die 2. Kompanie ist die „Seefahrereinheit“ des Verbandes. Dort sind die Soldaten heimisch, die auf den Flottendienstbooten als EloKa-Fachleute eingeschifft werden. Hier findet Aufklärung zur See statt, um in den verschiedenen Einsatzgebieten Informationen auf dem Wasser, unter Wasser und aus küstennahen Landgebieten zu gewinnen.
- Die 3. Kompanie ist die „Lufteinheit“. Diese hat den Auftrag, die Luftwaffe bei deren Übungen, Operationen und Einsätzen, mit den benötigten Informationen zu versorgen. Außerdem wird hier mittelfristig die Aufklärung durch ein luftgestütztes Aufklärungssystem beheimatet werden.
- Die 4. Kompanie als „Landkompanie“ besitzt mit ihren fahrzeuggestützten Systemen auf der Plattform Transportpanzer Fuchs[13] die Fähigkeiten zur mobilen Aufklärung von gerichteten Funkübertragungen und Radarausstrahlungen.
- Am 28. September 2020 wurde eine Ausbildungskompanie zur Durchführung der Grundausbildung aufgestellt; diese Aufgabe hatte zuvor die 1. Kompanie. Zum 1. April 2021 hat die Ausbildungskompanie die Bezeichnung 5./EloKaBtl 912 erhalten. Davor war die 5. Kompanie ein Ergänzungstruppenteil.[14]

### Geschichte und Einsätze
Das Bataillon Elektronische Kampfführung 912 wurde im Jahre 2003 aus Truppenteilen von Heer, Luftwaffe und Marine als Teil der Streitkräftebasis in der Clausewitz-Kaserne der Garnisonsstadt Nienburg an der Weser aufgestellt. Es unterstand zunächst dem Fernmeldebereich 91. Die 5./Bataillon Elektronische Kampfführung 912 (Ergänzungstruppenteil 2) – 5./EloKaBtl 912 (ErgTrT 2) – wurde am 1. April 2013 aufgestellt. 2017 wechselte der Verband in den neuen Organisationsbereich Cyber- und Informationsraum.
Das Bataillon hat mit Teilen an den Auslandseinsätzen in Afghanistan (ISAF), in Mali (MINUSMA), auf dem Balkan (EUFOR/KFOR) und im Mittelmeer (UNIFIL) teilgenommen. Seit 2014 unterstützt das Bataillon regelmäßig beim Air Policing Baltikum der NATO mit der Fähigkeit Elektronische Unterstützungsmaßnahmen und ca. 45 bis 60 Soldaten. Zudem ergänzt es die Kräfte der NATO Response Force. Im September 2019 war die Aufstellung einer eigenen Grundausbildungseinheit, eine von drei im Organisationsbereich Cyber- und Informationsraum, geplant.
Zum 1. April 2023 erfolgte der Unterstellungswechsel vom Kommando Strategische Aufklärung, welches aufgelöst wurde, zum neu aufgestellten Kommando Aufklärung und Wirkung in Daun.

### Wappen
Das Wappen ist in den Farben Rot und Weiß gehalten und zeigt in vier Teilen Symbole. Oben links (heraldisch: vorn) zeigt das Eiserne Kreuz die Zugehörigkeit zur Bundeswehr. Das Sachsenross oben rechts (heraldisch: hinten) symbolisiert das Bundesland, in dem der Verband beheimatet ist. Unten links (heraldisch: vorn) „über fünf Mal gezinnter Mauer mit offenem Tor, elf Mal gezinntem Torbogen und silbernem Fallgatter, drei spitz und blau bedachte, dreifach gefensterte silberne Türme mit goldenen Kugeln“. Dieses Element ist aus dem Wappen der Garnisonstadt Nienburg übernommen worden. Die drei Fernmelde-Blitze stehen für den Auftrag des Bataillons, die Farben Grün, Gelb und Blau für die drei Teilstreitkräfte sowie die Fähigkeit des Bataillons, ihren Auftrag zu Land, in der Luft und auf See zu erfüllen.

### Kommandeure
Die folgende Liste zeigt die Kommandeure des Bataillons. In der Zeit, als Jochen Rosendahl Kommandeur war, hat sein Stellvertreter Fregattenkapitän Thorsten Krone das Bataillon krankheitsbedingt mehrere Monate geführt.
| Nr. | Name                                  | Beginn der Berufung | Ende der Berufung |
| --- | ------------------------------------- | ------------------- | ----------------- |
| 9   | Oberstleutnant Marcus Sarnoch         | 11. März 2021       | –                 |
| 8   | Oberstleutnant Sascha Mies            | 17. Sep. 2018       | 11. März 2021     |
| 7   | Oberstleutnant Markus Messelhäußer    | 26. Feb. 2016       | 17. Sep. 2018     |
| 6   | Oberstleutnant Jochen Rosendahl       | 26. Sep. 2013       | 26. Feb. 2016     |
| 5   | Oberstleutnant Alexander Thiele       | 19. Okt. 2011       | 26. Sep. 2013     |
| 4   | Oberstleutnant Oliver Prost           | 17. Sep. 2009       | 19. Okt. 2011     |
| 3   | Oberstleutnant Uwe Malkmus            |                     | 17. Sep. 2009     |
| 2   | Fregattenkapitän Ronald Dirk Hoffmann | 13. Okt. 2005       |                   |
| 1   | Oberstleutnant Romuald Myrzik         | 17. Sep. 2003       |                   |

## Bataillon Elektronische Kampfführung 922
Das Bataillon Elektronische Kampfführung 922 (EloKaBtl 922) war ein mobiler Verband der Fernmeldeaufklärung der Bundeswehr. Es war zuletzt im Organisationsbereich Streitkräftebasis dem Kommando Strategische Aufklärung unmittelbar nachgeordnet und in der Alfred-Delp-Kaserne in Donauwörth (Bayern) stationiert. Zum 31. März 2013 wurde das Bataillon aufgelöst und die Kaserne geschlossen.

### Geschichte
Die Geschichte des Bataillons Elektronische Kampfführung 922 geht auf die Fernmeldenahaufklärungskompanie 6 (FmNahAufklKp 6; auch 6./FmBtl 211) zurück, die am 1. Juli 1957 in der Hermann-Löns-Kaserne in Bergisch Gladbach aufgestellt wurde. Zum 1. April 1959 wurde die Kompanie zum Fernmeldenahaufklärungsbataillon 220 (FmNahAufklBtl 220) umgegliedert und im August 1959 nach Ansbach-Katterbach verlegt. Zum 1. Juli 1960 wurde es in Fernmeldebataillon 220 (FmBtl 220) umbenannt. In etwa zu dieser Zeit hatte das Bataillon eine Stärke von 300 bis 450 Soldaten. Es gliederte sich in eine Stabs- und Fernmeldekompanie und zwei Nahaufklärungskompanien, die aus jeweils einem Horch- und Störzug (nah), einen Beobachtungs- und Störzug und einem Fernmeldezug bestanden. Am 15. August 1968 erfolgte die Verlegung nach Donauwörth in eine nach Alfred Delp benannte Kaserne. Das FmBtl 220 war das EloKa-Bataillon des II. Korps in Ulm. Seine Schwesterbataillone waren das Fernmeldebataillon 120 (heute Jägerbataillon 91) in Rotenburg (Wümme) (I. Korps) und das Fernmeldebataillon 320 (heute Bataillon Elektronische Kampfführung 932) in Frankenberg (Eder) (III. Korps). Am 14. Dezember 1973 wurde aus Personal des FmBtl 220 die Fernmeldekompanie 946 in Hof aufgestellt, aus der die heutige Zentrale Untersuchungsstelle der Bundeswehr für Technische Aufklärung hervorging.
Im Jahr 1992 wurde das Bataillon zum Fernmelderegiment 220 (FmRgt 220) umgegliedert. Es gehörte nicht mehr zu den Korpstruppen des II. Korps, sondern wurde der Fernmelde- und Elektronische Aufklärungsbrigade 94 (FmEloBrig 94) in Daun unterstellt, aus der die heutige Dauner Auswertezentrale Elektronische Kampfführung hervorging. Im Jahr 1992 wurde die Fernmeldekompanie 4 der 4. Panzergrenadierdivision als 4./FmRgt 220 in das Regiment eingegliedert und 1994 aufgelöst. Zum 14. Juni 2002 wechselte das Regiment von der Teilstreitkraft Heer zum neu geschaffenen militärischen Organisationsbereich Streitkräftebasis, wurde zum Bataillon Elektronische Kampfführung 922 (EloKaBtl 922) umgegliedert und dem Kommando Strategische Aufklärung in Grafschaft unterstellt.
Kommandeure des Bataillons waren die Oberstleutnante Meyer-Harassowitz, Schneider, Packebusch, Steinschuaer, von Criegern, Poss, Breit, Urban, Baumert, Risse, Lömker, Buhe und Grünauer.
Von Mitte 2006 bis Juli 2008 führte Achim Werres das Bataillon, und im Anschluss Reinhard Bussler. Oberstleutnant Janus Kaschta war der letzte Bataillonskommandeur.

### Wappen
Das Wappen hat als Grundform die klassische Schildform mit nach unten zulaufender Spitze. Es zeigt auf grünem Grund einen von (heraldisch) rechts oben nach (heraldisch) links unten verlaufenden stilisierten silbernen Flusslauf; darauf eine goldene Eule, das Symbol der Weisheit und des Militärischen Nachrichtenwesens.